# Лицей № 344
Лицей № 344 (Государственное бюджетное общеобразовательное учреждение лицей № 344) — лицей в Невском районе Санкт-Петербурга, работающий по углублённой физико-математической программе.

## История учебного заведения
28 ноября 1880 года по указу императора Александра II в честь 50-летия пребывания на придворной и государственной службе Петра Георгиевича Ольденбургского в ведении Совета Санкт-Петербургского женского патриотического общества Ведомства учреждений Императрицы Марии была создана двухклассная женская школа, которой было присвоено название «Школа Петра Георгиевича Ольденбургского».
Главное общество Российских железных дорог предоставило для учебного заведения здание на территории Александровского завода и приняло на себя его содержание. 21 февраля 1882 года в рабочем районе за Невской заставой в двухэтажном деревянном здании открылась школа для девочек из небогатых семей, которая должна была давать им общее и профессиональное образование. В связи с окончанием контракта учебного заведения с Управлением Николаевской железной дороги школа получила собственное двухэтажное кирпичное здание на территории Императорского фарфорового завода, построенное по проекту архитекторов В. В. Виндельбандта и Ю. Ю. Бенуа. Занятия в новом здании начались в 1901 году. Продолжительность обучения составляла уже 7 лет. Школа сохраняла свой статус до Октябрьской Социалистической революции.
15 декабря 1917 года бывшая школа Принца Ольденбургского была передана в ведение Наркомпроса. А с 1922 года она стала называться 121-й единой трудовой школой. В 1931 году учебное заведение стало называться фабрично-заводской семилеткой № 121. В 1932 году школа становится средним учебным заведением. В 1939 году ей был присвоен новый номер (№ 344). В этом же году Ленгорисполком наградил коллектив школы переходящим красным знаменем «Лучшей школе». 22 июня 1941 года последовал приказ РОНО закрыть школу № 344 и передать её здание войскам МПВО. Тем не менее, 4 октября 1941 года в школе начались занятия, занимались только младшие классы, старшие были переведены в школу № 331. Только в феврале 1942 года занятия прекратились. Летом 1944 года школа возобновила работу. Ей был присвоен новый статус — средняя общеобразовательная женская № 344. В 1954—1955 учебном году произошло слияние мужской и женской школ. В школу были направлены мальчики из 331-й и 458-й школ города.
С 1968 года 344-я (одной из первых в Ленинграде) стала школой с физическим уклоном. В 1969 году она переехала в новое здание на Народную улицу, 63. В 1986 году учреждению был присвоен статус школы с углубленным изучением математики. В 1987 году школа получила здание по адресу улица Тельмана, 47. Оно было построено по типовому проекту 222-1-ЛГ.
В 1994 году учебному заведению был присвоен статус гимназии. Программа была дополнена предметами гуманитарного цикла: культура мышления, история и культура Санкт-Петербурга, культура речи, дополнительными часами на изучение английского и немецкого языков.
В 2004 году учебное заведение получило статус лицея.
Первым директором с 1882 по 1885 год был Михаил Францевич Ледерле. С 1961 по 1990 год директором школы № 344 был Леонид Францевич Чирица. С 1990 по 2010 год школу в качестве директора возглавляла заслуженный учитель Российской Федерации, лауреат премии имени А. Г. Небольсина Ирина Герасимовна Елисеева.

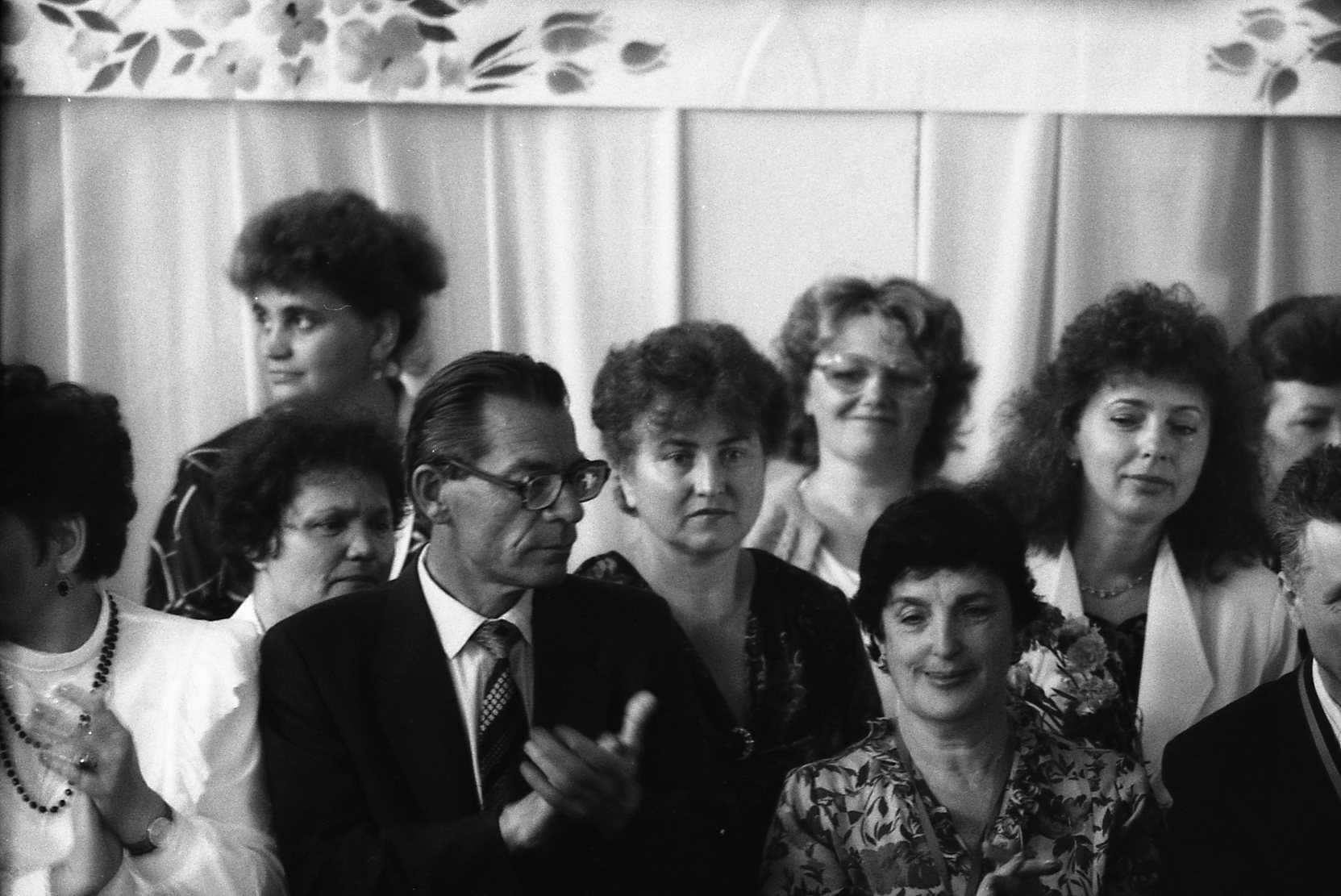
Леонид Францевич Чирица на выпускном вечере в 1988 году
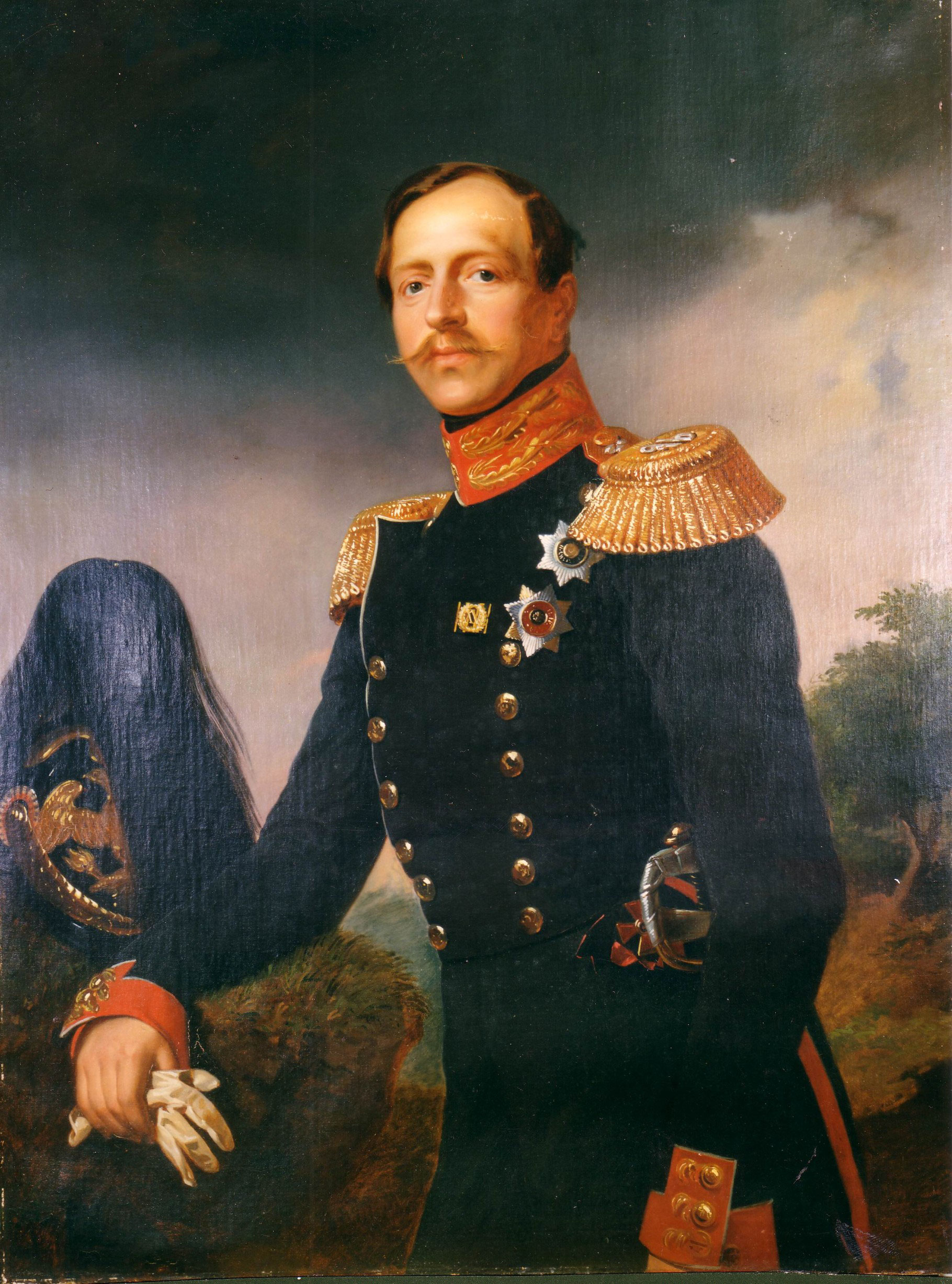
Пётр Ольденбургский (1812-1881) - основатель учебного заведения.
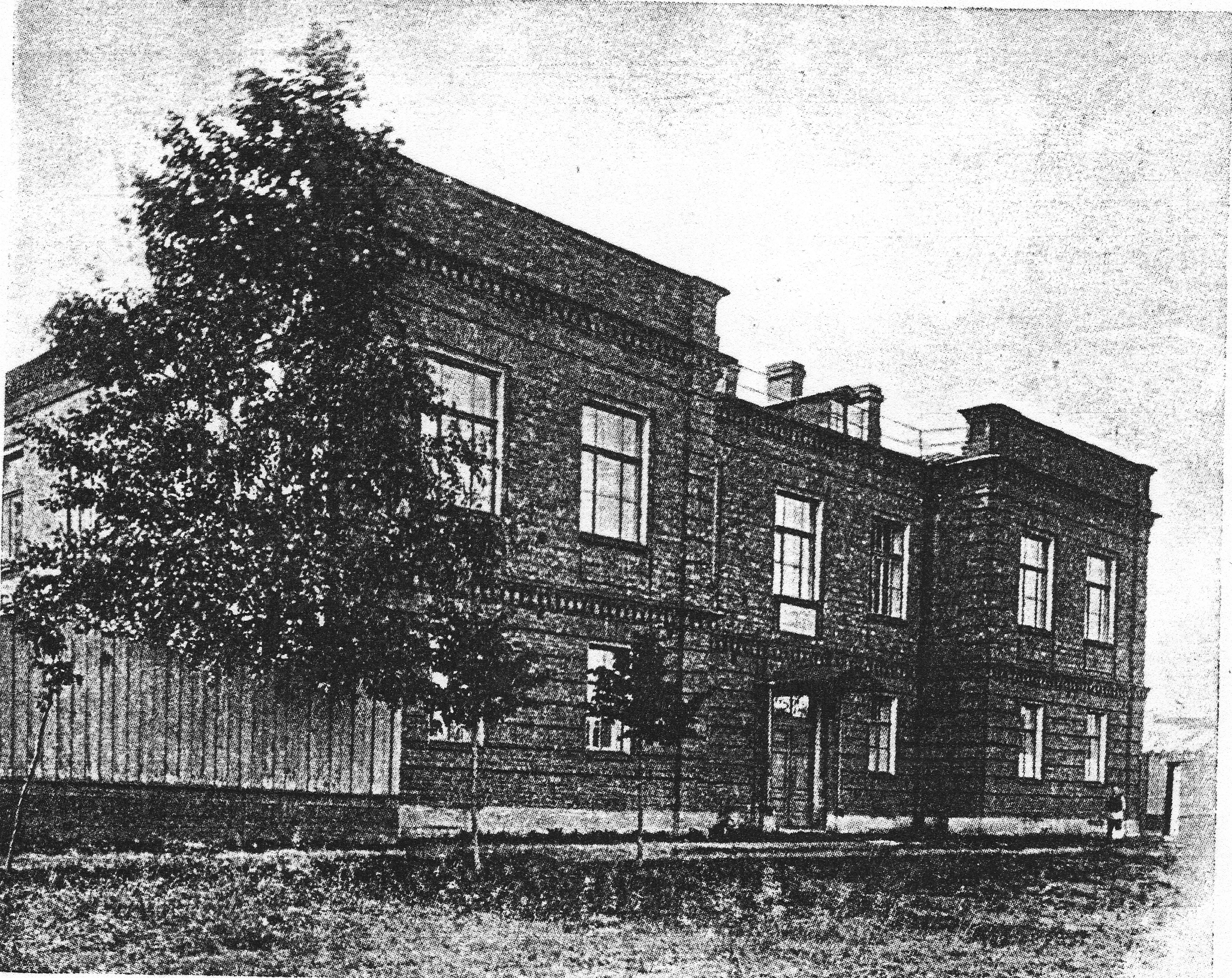
Школа для девочек принца П. Ольденбургского. Фото начала XX века.
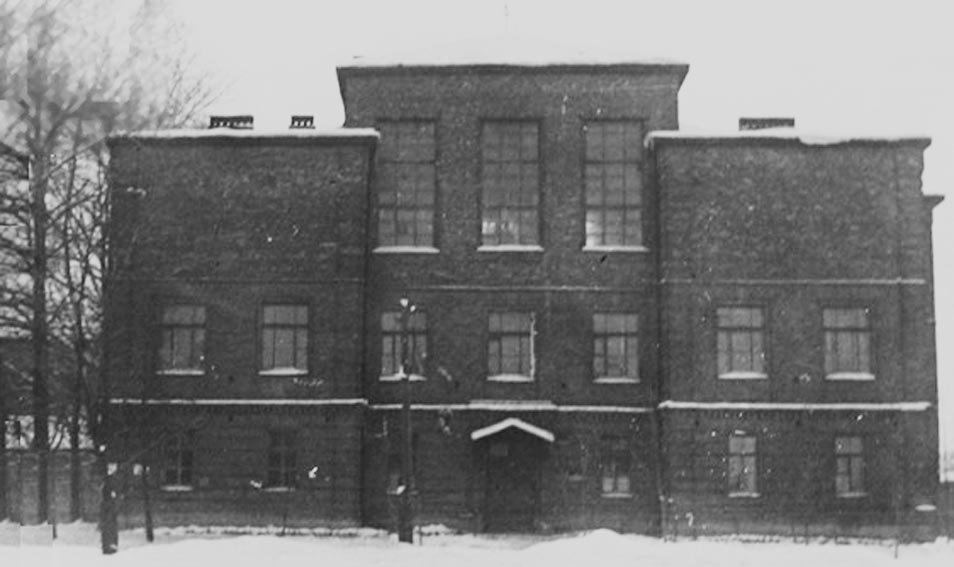
Здание, в котором учебное заведение находилось до 1969 года.
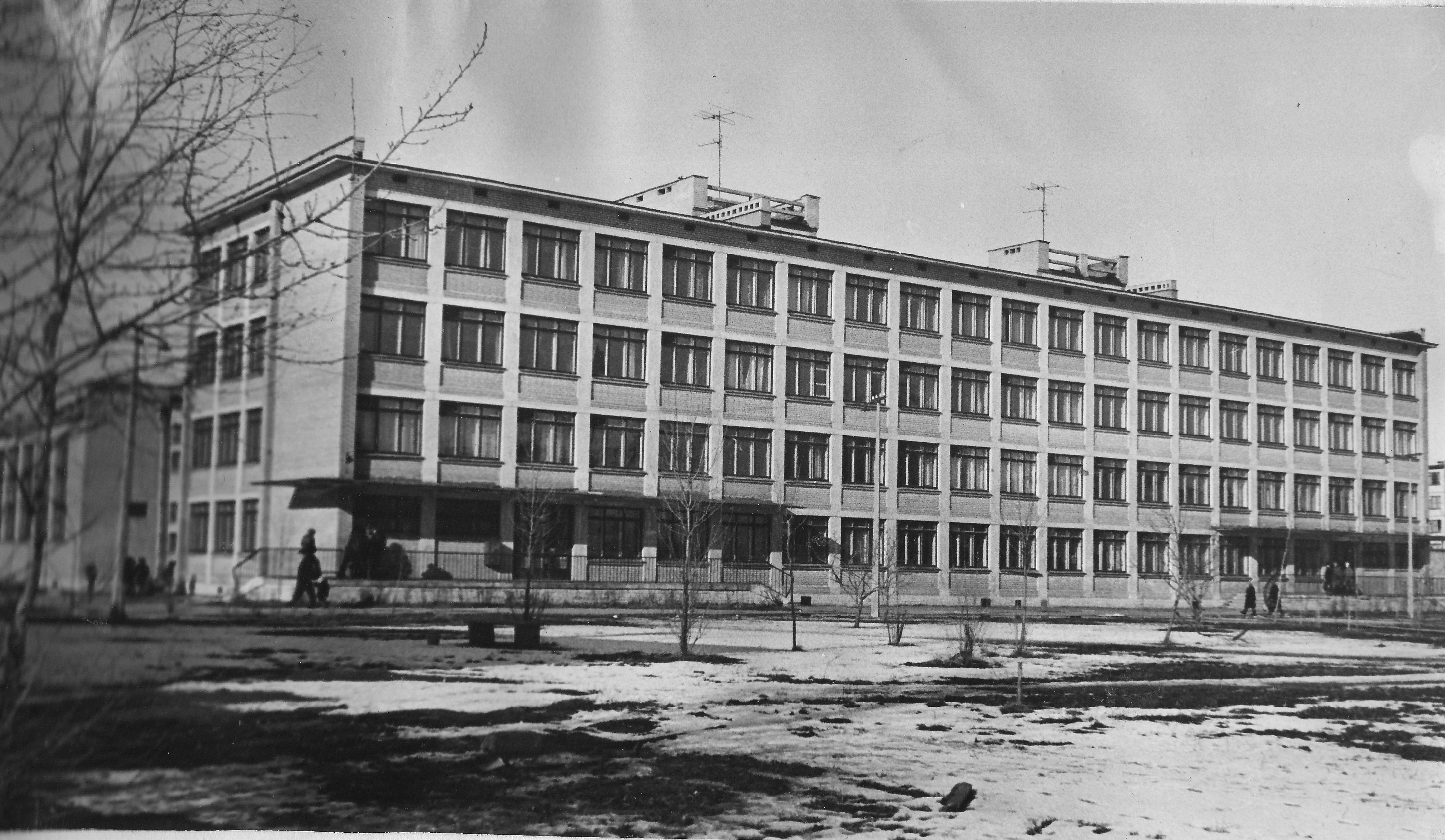
Здание учебного заведения с 1969 по 1987 год.

С 2006 года Лицей последовательно принимал участие в четырёх международных космических программах совместно с учебными заведениями штата Юта (США), Москвы, Инновационным Центром Биотехнологий при Санкт-Петербургском Союзе Ученых и Высшей школой Курашики Минами (Окаяма, Япония). Юные ученые проводили контрольный эксперимент по выращиванию карпозубых рыбок Нотобранхиус Гюнтера (Nothobranchius guentheri), икринки которых предназначались для исследования на Международной космической станции, а также с оранжереей «МикроЛАДА-2006», «МикроЛАДА-2007», «МикроЛАДА-2008» по выращиванию гороха усатого (карликовая генетически модифицированная линия) для МКC-12, 14 и 16.
В 2008 году лицей стал победителем во Всероссийском конкурсе общеобразовательных учреждений, реализующих инновационные проекты в рамках приоритетного национального проекта «Образование». В 2009 году он включен в реестр самых востребованных школ России. В 2011 году лицей стал победителем районного конкурса педагогических достижений «Педагогические инициативы XXI века» в номинации «Образовательное учреждение».
В лицее работают 5 победителей конкурсных мероприятий приоритетного национального проекта «Образование», 4 заслуженных учителя Российской Федерации, 8 учителей, награждённых знаком «Отличник народного просвещения».
В нём сложилась многолетняя традиция сотрудничества с высшими учебными заведениями.
В 2011—2014 годах работы учащихся лицея были отмечены дипломами победителей и призёров Всероссийского с международным участием конкурса юношеских исследовательских работ имени В. И. Вернадского в Москве, Международной научной конференции «Нефть и газ» в Москве, Всероссийской научной конференции «Интеллектуальное Возрождение», Балтийского научно-инженерного конкурса, Всероссийской конференции молодых ученых при НИУ ИТМО, Межрегиональной научной конференции «Школьные Харитоновские чтения» в Сарове, Всероссийской научной конференции «Докучаевские молодёжные чтения».
Лицей награждён грамотой за активное участие во Всероссийской конференции «Абитуриент-студент 2014» при СПбГЭТУ «ЛЭТИ».
В 2012 году ученик лицея Илья Панадин был удостоен звания лауреата международного конкурса юных талантов «Звезда Прометея», проводимого Всемирным клубом петербуржцев, за совокупность исследовательских работ по истории киноискусства.
В 2013 году в лицее был создан нанотехнологический класс. Это комплекс приборов и методик для тех школьников, которые занимаются исследовательскими проектами в области физики, химии и биологии. Основой его является сканирующий зондовый микроскоп (СЗМ) Nanoeducator LE, который дает возможность получить изображения того, что невозможно увидеть в оптический микроскоп. В состав комплекса приборов нанокласса входит также устройство заточки игл (УЗИ) для сканирующего зондового микроскопа и рабочее место, оборудованное программой-тренажёром по работе с СЗМ. Возможности исследования микро- и нанообъектов расширяются благодаря наличию цифрового оптического микроскопа. Микроскоп ПОЛАР-1 предназначен для визуального наблюдения и исследования кристаллических и других непрозрачных микрообъектов в отраженном поляризованном и обыкновенном свете, а также прозрачных объектов в проходящем свете при малых увеличениях. На микроскопе можно фотографировать изображения объектов и выводить изображения на экран компьютера с помощью видеоокуляра. Образовательный процесс с использованием микроскопов нанотехнологического класса направлен на освоение основ работы в режимах сканирующей зондовой микроскопии, приобретение навыков исследования нанообъектов и наноструктур, проведение зондовой нанолитографии и наноманипуляций.
Учащиеся становятся победителями Международных, Всероссийских, межрегиональных, региональных и городских олимпиад по физике, математике, истории, обществознанию и географии. В 2016 году ученик лицея Никита Савосин стал обладателем диплома I степени Олимпиады «Ломоносов» по политологии (профиль — история), проводимой Московским государственным университетом.
Научная общественность Санкт-Петербурга поддерживает образовательные проекты, созданные на базе отделения дополнительного образования: интеллектуальный клуб «Игра ума», интегрированная интернет-олимпиада по биологии «Невский муравей», Открытая интернет-олимпиада по математике «Невский интеграл». На базе лицея проводится Международная школьная научная конференция «Россия—Эстония». Он регулярно входит в число лучших образовательных заведений Санкт-Петербурга. В сентябре 2014 года в лицее прошла Международная педагогическая конференция (Россия—Латвия—Эстония) «Современные образовательные технологии: „за“ и „против“».
В лицее постоянно действуют два музея. Музей истории лицея был открыт в 1974 году.
При нём действует клуб «У Володарского моста», который в 2007 году стал коллективным членом Санкт-Петербургского культурно-патриотического движения «Юные за возрождение Петербурга». В 2011 году был открыт музей естественных наук (с 1984 года он существовал как Музей Д. И. Менделеева), созданный заслуженным учителем Российской Федерации Маховой Людмилой Васильевной. С 2010 года в лицее работает отделение дополнительного образования детей по 6 направлениям. Существует шахматный клуб, туристическая секция, издаётся ученическая газета «Феникс». Ежегодно проводится спортивный турнир памяти учителя физкультуры Д. Д. Куликова.
Кабинеты лицея оснащены интерактивными досками Promethean ActivBoard, а также современными компьютерами.

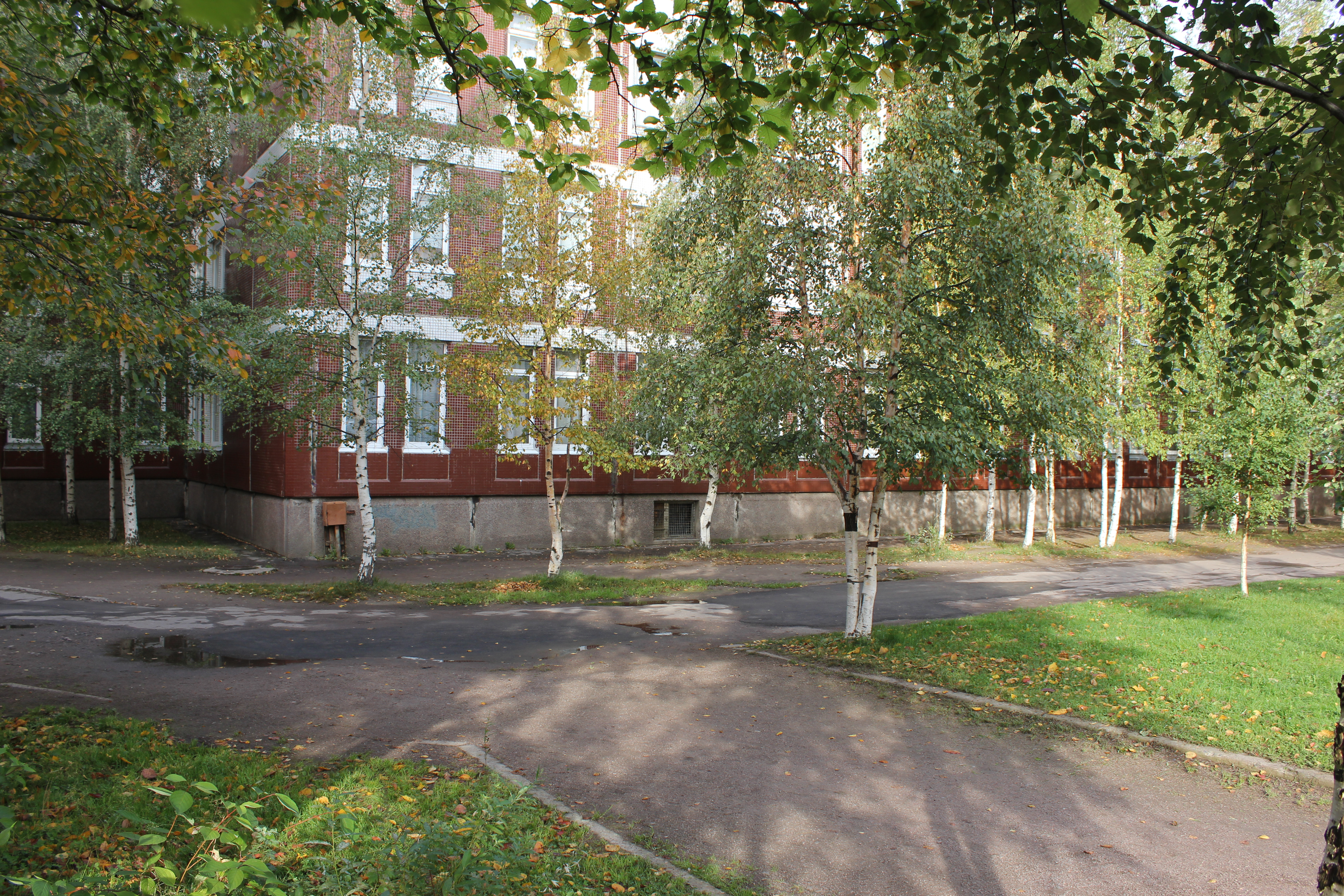
Современное здание лицея № 344.
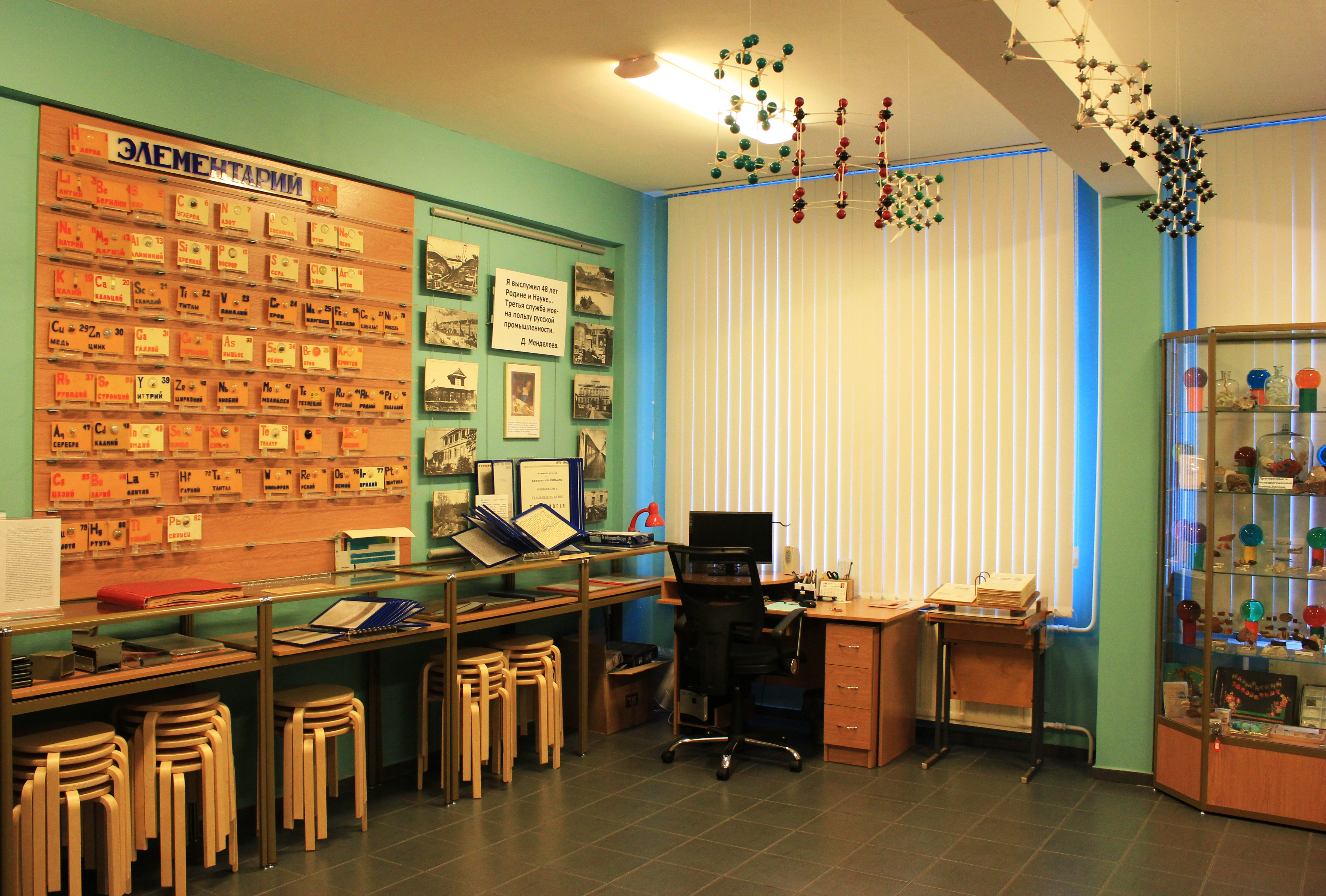
Музей естественных наук в лицее № 344 Санкт-Петербурга.
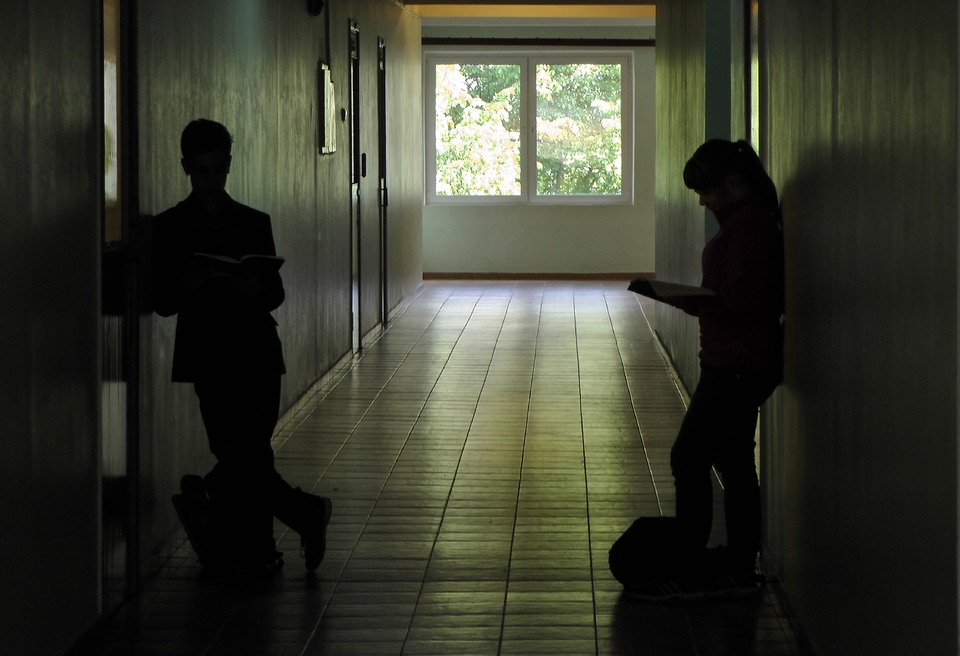
Повседневная жизнь в лицее № 344. Экзамен по физике.
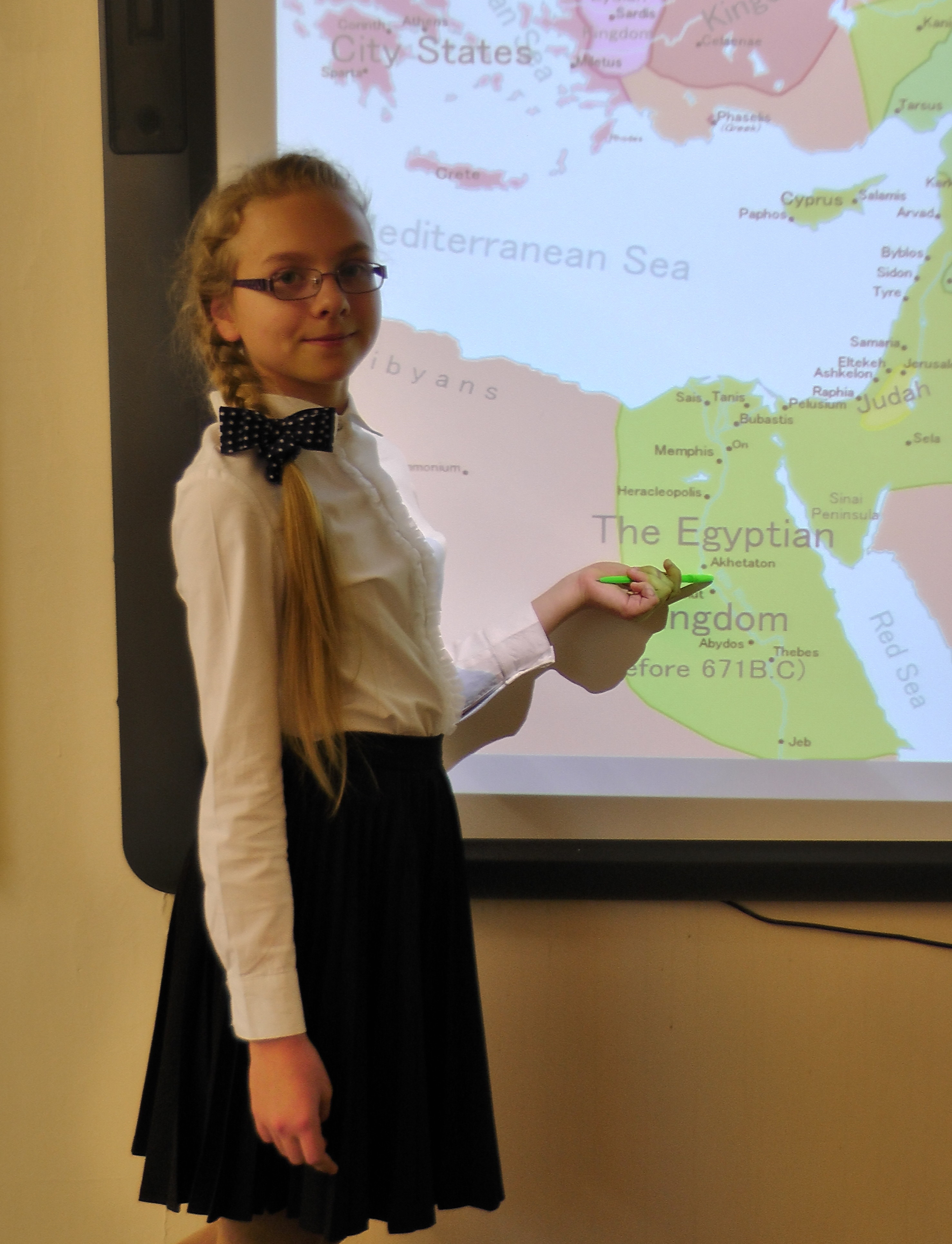
На уроке истории в 5 классе в лицее № 344.
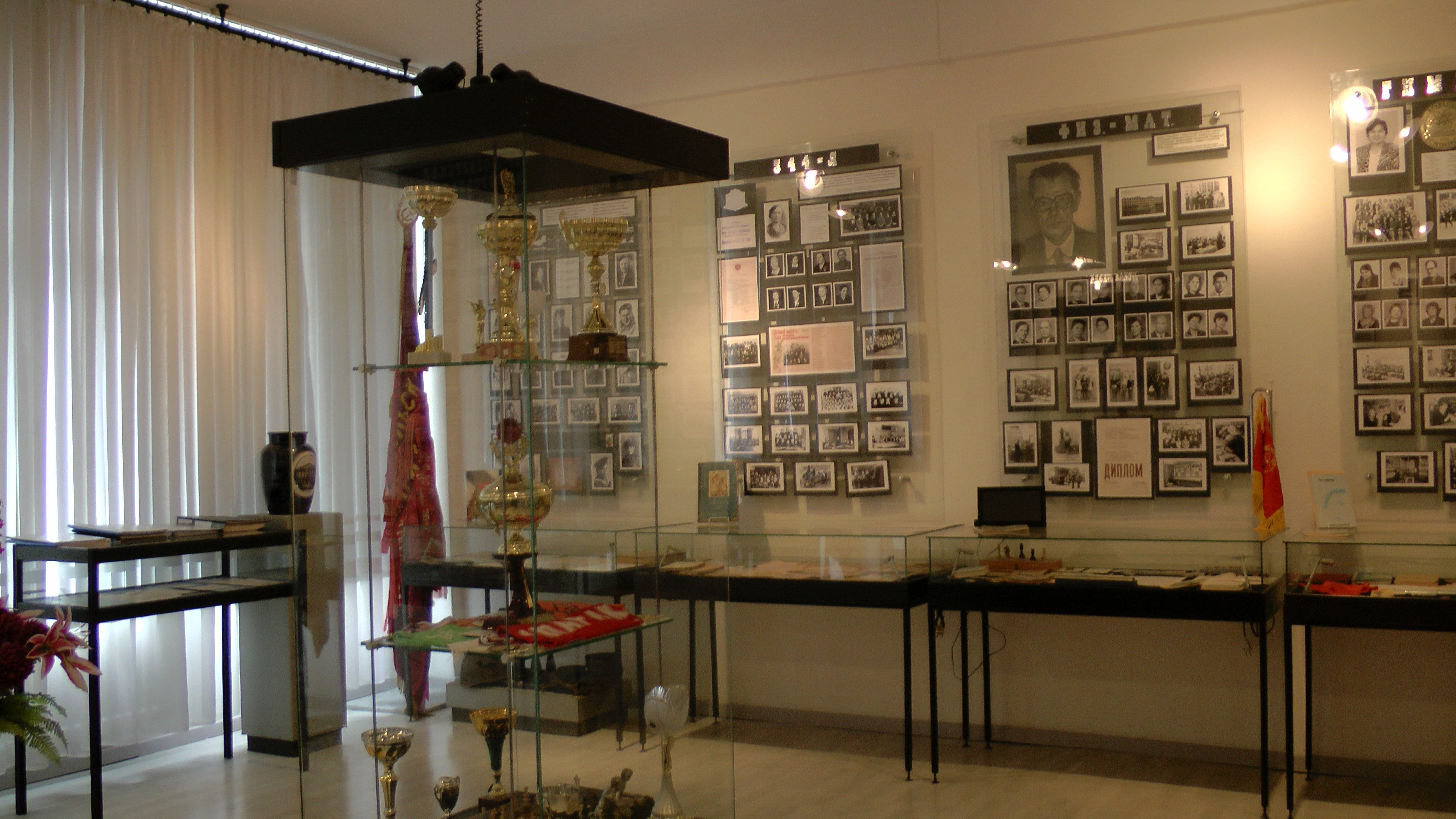
Музей истории лицея №344

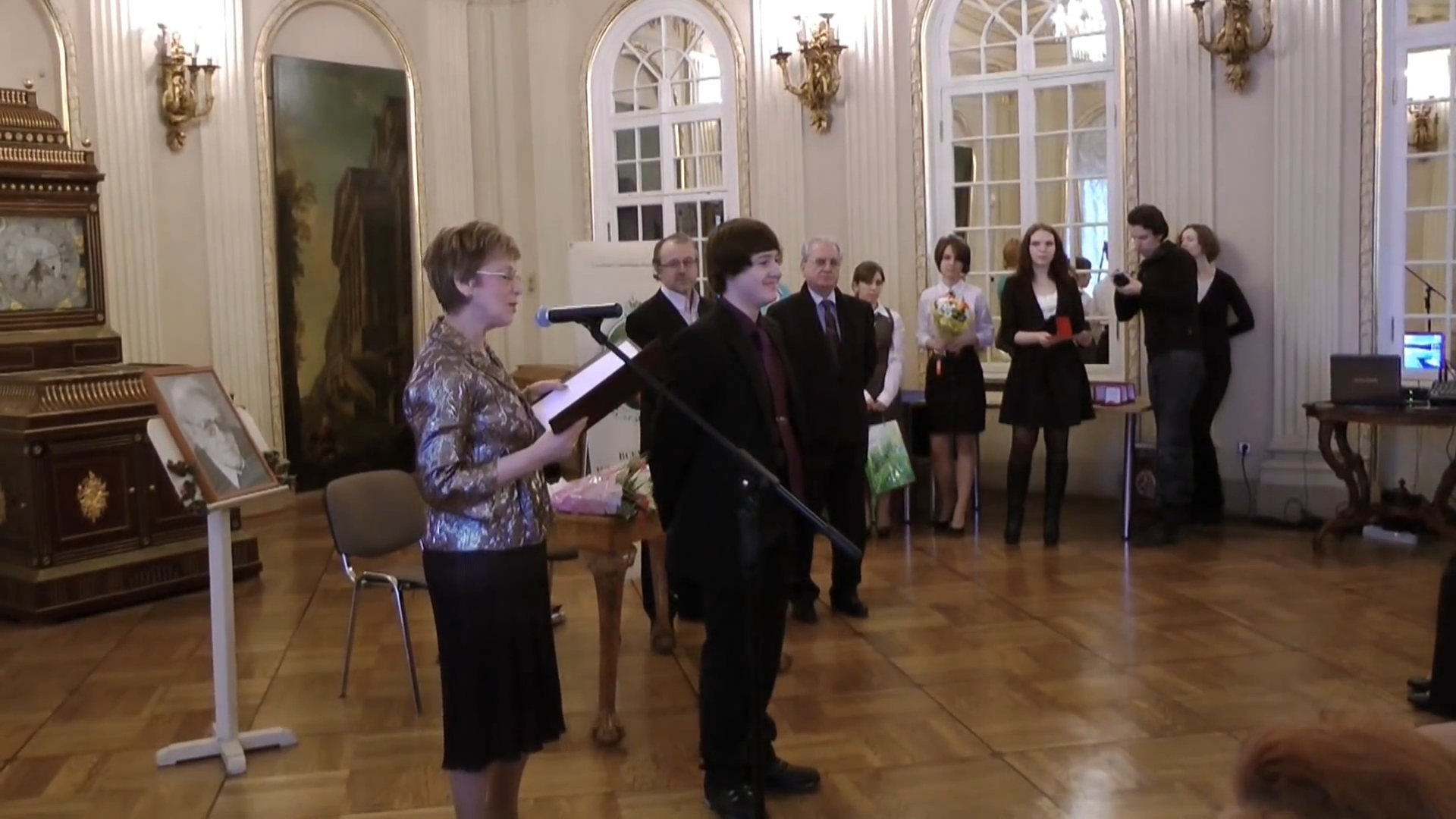
Награждение ученика лицея № 344 Панадина Ильи "Звездой Прометея". Меншиковский дворец. Санкт-Петербург. 2012 год.

## Деятели искусства, науки, политики, спорта, имена которых связаны со школой (гимназией, лицеем)
«Школа Петра Георгиевича Ольденбургского» до 1917 года:
- Елена Мария Александра Елизавета Августа Катерина Мекленбург-Стрелицкая, правнучка императора Павла I, владелица Большого Ораниенбаумского дворца — попечительница «Школы Петра Георгиевича Ольденбургского» с 1885 по 1891 год[25].
- Анастасия Николаевна (Стана) Петрович-Негош, супруга герцога Георгия Максимилиановича Лейхтенбергского, а затем великого князя Николая Николаевича Младшего, Верховного Главнокомандующего сухопупутными и морскими силами Российской Империи в начале Первой мировой войны (1914—1915), познакомившая семью императора Николая II с Григорием Распутиным, попечительница с 1897 до 1917 года.
- Юлий Юльевич Бенуа — академик архитектуры, мастер эклектики и модерна, специалист по сооружению утилитарных построек высокого художественного уровня, автор архитектурного проекта второго здания «Школы Петра Георгиевича Ольденбургского»[4].
- Барон Николай Борисович фон Вольф, управляющий Императорскими заводами в Санкт-Петербурге, член IV Государственной думы от Лифляндской губернии, камергер (с 1908), гофмейстер (с 1912) — учредитель стипендии для приходящих девиц «Школы Петра Георгиевича Ольденбургского»[4].

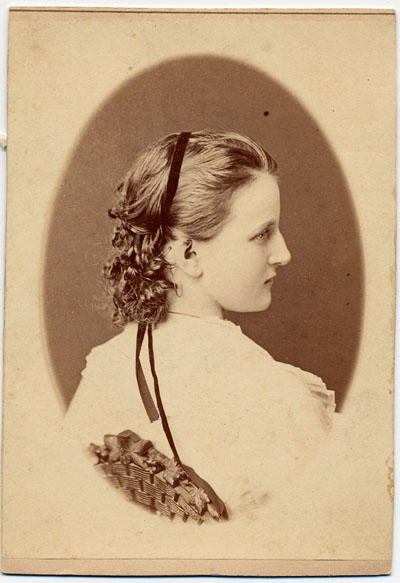
Герцогиня Елена Мария Александра Елизавета Августа Катерина Мекленбург-Стрелицкая.
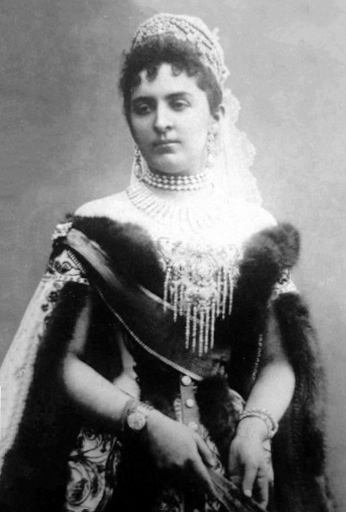
Анастасия (Стана) Петрович-Негош (серб. Анастасија Петровић Његош).
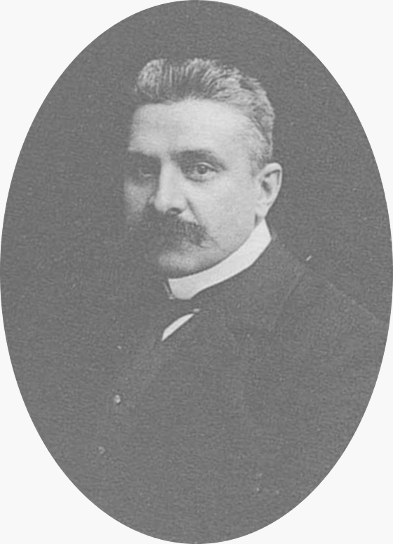
Барон Николай Борисович фон Вольф.